# Larca granulata
Larca granulata är en spindeldjursart som först beskrevs av Banks 1891.  Larca granulata ingår i släktet Larca och familjen Larcidae. Inga underarter finns listade i Catalogue of Life.